# Rob Harmeling
Lodewijk Johannes "Rob" Harmeling (Nijverdal, 4 de desembre de 1965) és un ciclista neerlandès, ja retirat, que fou professional entre 1989 i 1995. El 1988, com a ciclista amateur, va prendre part als Jocs Olímpics d'Estiu de Seül i va guanyar el campionat del món en pista de 100 km per equips de 1986, junt amb John Talen, Tom Cordes i Gerrit de Vries. Com a professional, en el seu palmarès destaca la victòria en una etapa del Tour de França de 1992.

## Palmarès
- 1986
  -  Campió del món de 100 km per equips junt a John Talen, Tom Cordes i Gerrit de Vries
  - 1r a la Fletxa del Sud
  - 1r a la Ronde van Overijssel
- 1988
  - Vencedor d'una etapa de la Cursa de la Pau
  - Vencedor de 3 etapes de la Volta a Grècia
- 1992
  - Vencedor d'una etapa del Tour de França
  - Vencedor de 2 etapes de la Volta als Països Baixos
- 1994
  - Vencedor d'una etapa de la Volta a Luxemburg

### Resultats al Tour de França
- 1991. 158è de la classificació general
- 1992. Abandona (16a etapa). Vencedor d'una etapa
- 1994. Fora de control (14a etapa)

### Resultats al Giro d'Itàlia
- 1991. 113è de la classificació general

### Resultats a la Volta a Espanya
- 1989. 139è de la classificació general
- 1992. 109è de la classificació general
- 1994. Abandona